# Rocscience
Rocscience — программная система конечно-элементного анализа, используемая для решения задач инженерной геотехники и проектирования. Представляет собой пакет вычислительных программ для конечно-элементного расчёта напряжённо-деформированного состояния сооружений, фундаментов и оснований.

## Применение
Rocscience является одним из наиболее популярных в Канаде программным расчетным комплексом для расчетов оснований и фундаментов наряду с программными пакетами TPlaxis, ALREN, FOXTA и K-REA от французской компании Terrasol.

## История разработки программной системы

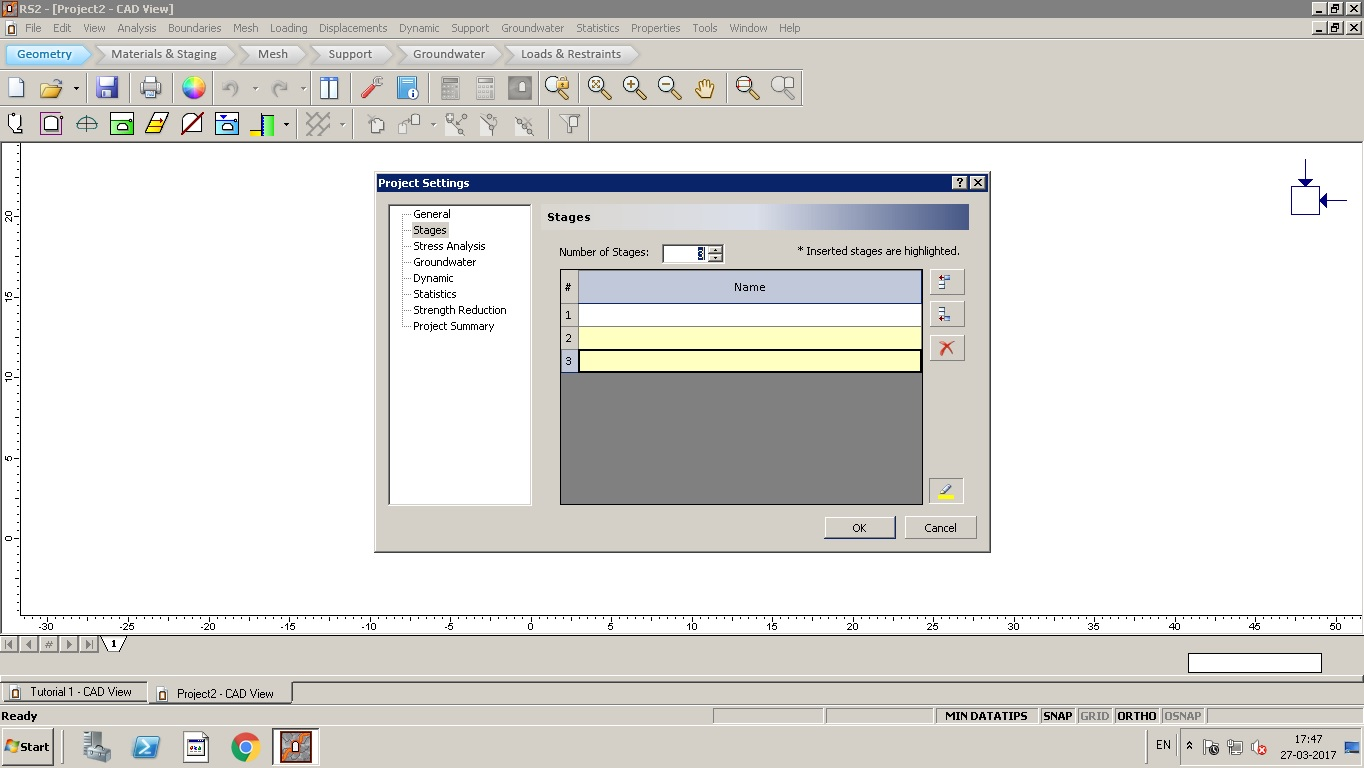
Окно настроек в Rocscience. Назначение стадий земляных работ.

С 1987 года группа Rock Engineering из Университета Торонто разработала и распространяет программное обеспечение для геомеханики, восполняя потребность в более надежных, простых в использовании средствах 2D и 3D анализа и проектирования в горнодобывающей и строительной промышленности. Первый набор программ развивался от работ различных аспирантов на протяжении многих лет под руководством доктора Эверта Хука и доктора Джона Каррана. Разработка этих первоначальных программ была частично поддержана канадской горнодобывающей промышленностью наряду с провинциальными и федеральными правительствами. Эти ранние версии были затем широко распространены как условно бесплатные в Канаде и на международном уровне.
С 1994 года дальнейшие исследования и разработки превратили эти ранние программы в коммерческие версии, доступные сегодня.
Rocscience Inc. была создана в мае 1996 года для расширения распространения и администрирования программного обеспечения.
В 1997 году создан единый интерфейс для всех программ, в результате получилось простое в использовании программное обеспечение для практикующего инженера на местах, а также требовательных технических аналитиков, работающих в крупных консалтинговых компаниях.

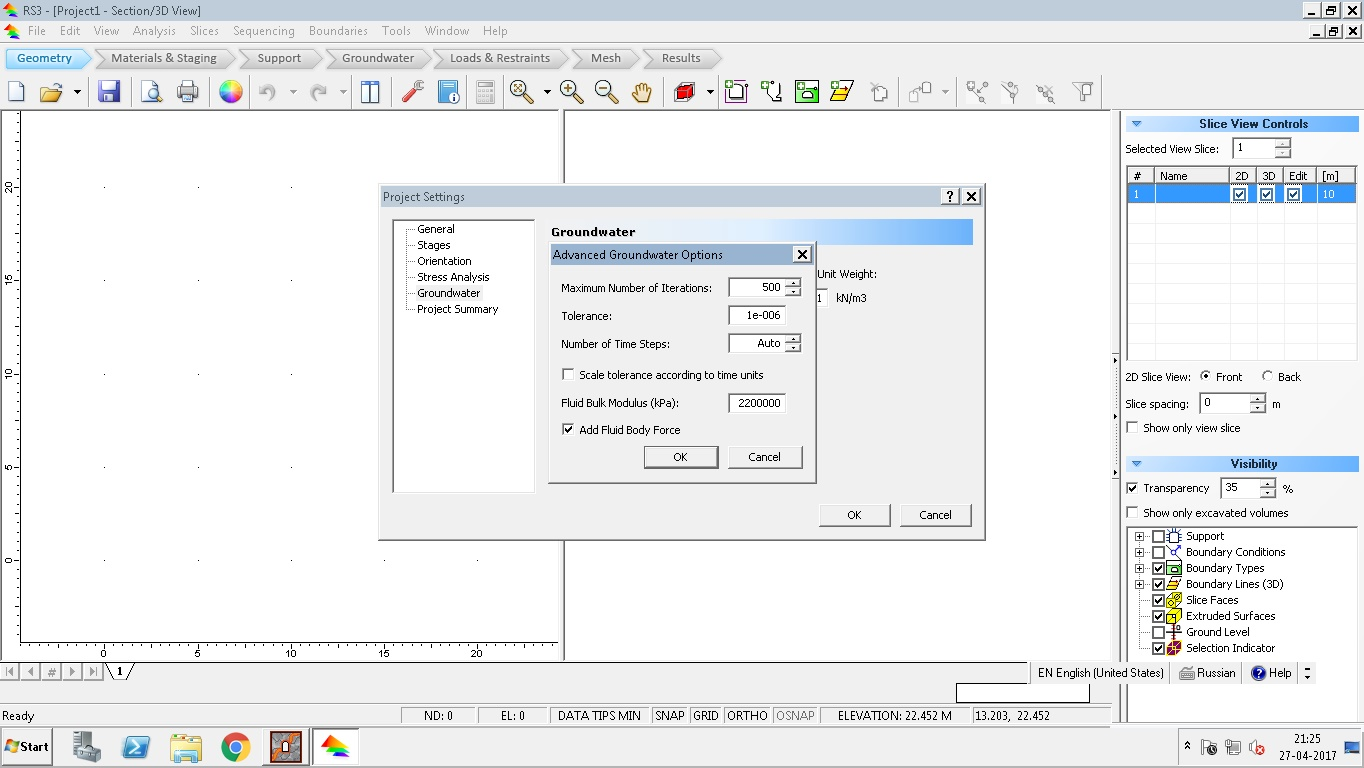
Расширенные настройки для грунтовых вод RS3.
Maximum number of iterations-Максимальное количество итераций
Tolerance-допустимое отклонение от стандартного размера
Number of Times Steps-Количество шагов времени
Scale tolerance according to time units-Допуск по шкале в соответствии с единицами времени
Fluid Bulk Modulus (kPa)-Массовая доля жидкости (кПа)
Add Fluid Body Force-Добавить силу тела жидкости

## Состав пакета
1. CPillar
2. Dips 7.0 выполняет 3D стереосферу, изогнутые скважины, совместный интервал, RQD-анализ, произвольные данные контура на стереостере. Dips предназначен для интерактивного анализа ориентированных геологических данных. Программа способна выполнять множество приложений и предназначена для новичка или случайного пользователя, а также для опытного пользователя стереографической проекции, который хочет использовать более сложные инструменты для анализа геологических данных. Dips имеет множество вычислительных функций, таких как статистическое контурирование, ориентационной кластеризации, средняя ориентация и доверие, вариативность кластера, кинематический анализ и качественный и количественный атрибут атрибутов. Dips предназначен для анализа функций, связанных с инженерным анализом горных структур, однако свободный формат файла данных Dips позволяет анализировать любые ориентированные на ориентацию данные.
3. Examine3D — это программа инженерного анализа подземных выработок в горных породах.
4. RocData — для анализа данных по прочности пород и грунта, а также определения огибающих прочности и других физических параметров. RocData теперь включает в себя RocProp, базу данных свойств интактных пород, которая работает как отдельное приложение. RocData может использоваться для определения параметров линейных и нелинейных оболочек прочности для горной породы и почвы, основанных на анализе данных трехосного или прямого сдвига. RocData использует четыре из наиболее широко используемых моделей прочности в инженерной геотехнике: генерализованные Hoek-Brown, Mohr-Coulomb, Barton-Bandis и Power Curve. Сдвиговые-нормальные огибающие напряжения, порождаемые RocData, могут быть применены к таким задачам, как предельно-равновесный анализ устойчивости склона, в то время как основные огибающие напряжений могут быть использованы для моделирования поведения подземных выработок. RocData — это высокоинтерактивная программа, которая позволяет пользователям легко тестировать различные силовые параметры и наблюдать, как они влияют на конверт отказа, предоставляя пользователям лучшее понимание прочности материала. Свойства прочности материала, определённые RocData, могут использоваться в качестве входных данных для программ численного анализа, таких как RS2 (анализ напряжений конечных элементов и конструкция опор для раскопок) и Slide (анализ устойчивости склона предельного равновесия). RocData теперь включает в себя RocProp, базу данных свойств интактных пород, которая работает как отдельное приложение. RocProp содержит более 700 протоколов испытаний из надежных источников, включая прочность на сжатие, прочность на растяжение, упругие свойства, параметры Hoek и параметры скорости. База данных можно искать и фильтровать различными способами и позволяет пользователям добавлять свои собственные данные в базу данных.
5. RocFall — когда ваш склон подвержен риску камнепадов, RocFall всегда рядом с вами. Исследуйте энергию, скорость и высоту отскока падающих камней и смоделируйте корректирующие меры, такие как барьеры. Просматривайте падающие камни в статических отчетах или анимируйте дорожку для четкой визуализации камнепада.[3]
6. RocPlane
7. RocTopple
8. RocSupport
9. RS2
10. RS3[4]: анализ усиления грунта[5]
11. RSPile
12. Settle3D[6]
13. Slide[7]
14. Swedge
15. Unwedge

## Перечень основных команд
1. Ctrl + 1 — Add Excavation, добавить котлован
2. Ctrl + 2 — Add External, добавить внешний контур. С помощью этой команды добавляютья границы инженерно-геологического разреза.
3. Ctrl + 3 — Add Material, добавить материал
4. Ctrl + 4 — Add Stages, добавить этапы
5. Ctrl + 5 — Add Joint, добавить стык. Если невозможно задать стыковку, соединение удаляется автоматически.
6. Ctrl + 6- Add Piezo Line, добавить Уровень грунтовых вод (Пьезолиния или англ. Water table). Пьезолинии обычно используются, когда имеется несколько уровней грунтовых вод для различных материалов или когда для одного из материалов имеется артезианское состояние.
7. Define Material Properties, Определить свойства материала. Эта опция позволяет задать комбинацию начальных нагрузок элемента (англ. Initial element loading)
8. Define Hydraulic Material Properties, Определение свойств гидравлического материала
9. Ctrl + A — Assign Properties, Назначить свойства
10. Ctrl + J — Settıngs, Настройки проекта
11. Ctrl + T — Compute, Вычислять
12. Ctrl + U — Mesh setup, настройки сетки
13. Add Tunnel boundary, Добавить границу туннеля
14. Move Vertices, Переместить вершину
15. Discretize, Дискретизировать. Преобразование, состоящее в замене непрерывного множества дискретным множеством.
16. Custom Discretize, пользовательская дискретизация.
17. Move Vertices, Переместить вершину
18. Field stress properties, свойства поля напряжений